# 職業訓練指導員 (義肢装具科)
職業訓練指導員 (義肢装具科)（しょくぎょうくんれんしどういん ぎしそうぐか）は、職業訓練指導員免許のうちの1つ。厚生労働省管轄。

## 受験資格
- 職業訓練指導員免許の受験資格と試験免除を参照。義肢装具科においては、1級または2級義肢・装具製作技能士の保有者は実務経験不要で、1級合格者は実技と関連学科が免除され、2級合格者は実技が免除される。

## 試験科目
学科試験
1. 指導方法（職業訓練原理、教科指導法、訓練生の心理、生活指導及び職業訓練関係法規）
2. 関連学科

- 系基礎学科
  - 義肢装具（義肢装具、義肢装具生体力学、義肢装具装置管理、関係法規）
  - 医学一般（医学一般、理学及び作業療法、運動学、リハビリテーション）
  - 安全衛生（安全管理、衛生管理）
- 専攻学科
  - 製作法（機械工作法、溶接法、義肢装具製作法）
  - 材料（義肢装具用材料、材料力学）

実技試験
1. 義肢装具製作及び修理